# Elecciones generales de Costa Rica de 1970
Las elecciones presidenciales de Costa Rica de 1970 se llevaron a cabo el domingo 1 de febrero de 1970, siendo los candidatos principales el expresidente José Figueres Ferrer, del socialdemócrata Partido Liberación Nacional y el también expresidente Mario Echandi Jiménez de la coalición oficialista de derecha Unificación Nacional, obteniendo la victoria Figueres con el 54% de los votos. Otros candidatos fueron Virgilio Calvo Sánchez del Frente Nacional, Lisímaco Leiva Cubillo del Partido Acción Socialista y Jorge Arturo Monge Zamora del Partido Demócrata Cristiano todos los cuales llegaron a acumular alrededor del 1% de los votos cada uno. Para estas elecciones ya comenzaba a consolidarse el sistema bipartidista costarricense. 
El 25 de junio de 1969 la Asamblea Legislativa aprueba una reforma constitucional prohibiendo la reelección presidencial, la cual, debido a la no retroactividad de las leyes, excluía a los expresidentes aún vivos en el momento de la reforma, casualmente los dos candidatos principales en esta elección eran ambos expresidentes.

## Primarias
La Proclama de Patio de Agua fue un polémico documento suscrito por distintos pensadores liberacionistas con una serie de propuestas programáticas muy osadas que buscaban implementar dentro del Partido Liberación Nacional. Dicha proclama fue muy criticada por los sectores más conservadores dentro del liberacionismo e incluso acusada de tendencias marxistas por la derecha. Para estas elecciones hubo en principio tres aspirantes a la candidatura verdiblanca; el expresidente José Figueres, el candidato anterior Daniel Oduber, y el diputado y exsecretario general del partido Rodrigo Carazo. Sin embargo, Oduber depone sus aspiraciones y le da su apoyo a Figueres. En unas primarias cerradas liberacionistas donde votaron unos 4000 dirigentes, Figueres le gana a Carazo convirtiéndose en candidato presidencial. Carazo se separaría luego del PLN y sería candidato independiente en 1974 y en 1978 ganando estas últimas. 
Pero en la oficialista Coalición Unificación Nacional las disputas internas también fueron fuertes. Distintos roces entre las dirigencias del Partido Republicano Nacional de Calderón Guardia y el Partido Unión Nacional de Otilio Ulate llevaron a Ulate a decidir presentar candidaturas legislativas por separado, pero el PUN no obtuvo diputados. Así mismo Virgilio Calvo Sánchez, quien fuera vicepresidente de José Joaquín Trejos, se separa de CUN y funda un partido propio de corta duración, el Frente Nacional.
En principio Longino Soto Pacheco intentó postularse como candidato presidencial al lado de Virgilio Calvo y Mariano Zúñiga Odio como candidatos vicepresidenciales por el Partido Republicano pero es fórmula nunca llegó a efecto. Calderón respaldó las aspiraciones de Echandi de reelegirse quien para esta época lideraba su propio partido llamado Unión Republicana Auténtica. Longino Soto cedió y apoyó también a Echandi, no así Virgilio Calvo ni Mariano Zúñiga quienes eran calderonistas devotos y deseaban que el candidato de la coalición proviniera del calderonismo (que no era el caso de Echandi) por lo que se separan y forman el "Tercer Frente". Otilio Ulate tampoco apoya a Echandi a pesar de haber sido del mismo partido alguna vez. Así, cuando Calvo y sectores calderonistas decontentos fundan el nuevo partido Ulate le da su adhesión a Calvo y le promete el respaldo del PUN. No obstante la Asamblea Nacional de esta agrupación política aprueba apoyar a Echandi por lo que Ulate amenaza con desconocer este acuerdo. Fernando Ortuño Sobrado se enfrenta a Virgilio Calvo en las internas del Frente Nacional ganado el segundo.

## Partidos minoritarios
A diferencia de elecciones anteriores que fueron tremendamente polarizadas al haber solo dos candidatos como las de 1953, en esta ocasión las autoridades permitieron una participación mucho más variada de partidos. El comunismo seguía estando proscrito e incluso el intento de inscribir el partido de nombre Bloque de Obreros, Campesinos e Intelectuales por Manuel Mora Valverde no frutificó. Sobre este tema Figueres, antiguo enemigo de los comunistas en la guerra del 48, se manifestó públicamente en medios a favor de que esa prohibición se levantara y aduciendo que ya era hora de que se permitiera a la izquierda participar en elecciones. Sin embargo la reforma constitucional no se llevó a cabo, pero se permitió la inscripción del Partido Acción Socialista (PASO) del exliberacionista Marcial Aguiluz Orellana quien se alió con Mora Valverde y la dirigencia tradicional de izquierda, logrando dos diputados; el propio Aguiluz y Mora. Obvtuvieron 7221 y fue la tercera opción más votada.
Otro partido, que a futuro tendría relevancia en el país, fue el Partido Demócrata Cristiano que logró un diputado y 5015 votos. El Frente Nacional fue el partido menos votado acumulando solo 954 votos.

## Campaña

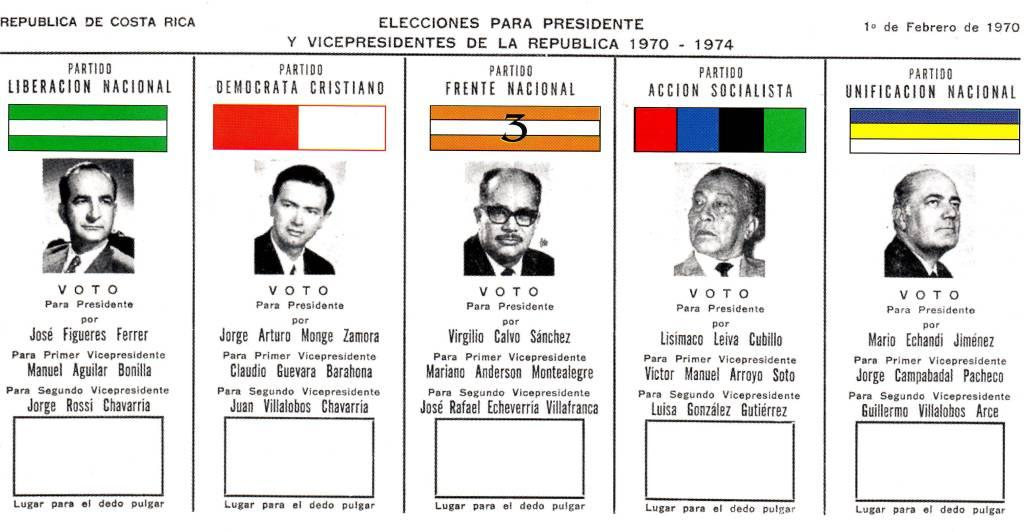
Papeleta utilizada en esta elección.

Fiel a su extracción liberal y sus promesas de campaña, el presidente José Joaquín Trejos promovió la liberalización económica, la reducción del estado y la iniciativa privada. Presentó un proyecto para la apertura de la Banca que había sido nacionalizada en el gobierno anterior de Figueres, pero que no prosperó por la oposición de la bancada liberacionista que tenía mayoría en la Asamblea. A Echandi se le sacaba en cara el haber vetado la Ley de Aguinaldo y se le acusaba de ser excesivamente derechista.
Como en campañas anteriores todos los partidos, con la obvia excepción del PASO, hacían uso del miedo que provocaba el comunismo para atacar a los otros acusándose mutuamente de simpatías comunistas y acusando conjuntamente al PASO de serlo, esta vez con el agregado del Frente Sandinista de reciente fundación y que había realizado actividades armadas en territorio costarricense.
Esta fue la primera ocasión en que se usaron computadoras en una campaña presidencial costarricense y se mostraba por televisión no solo los resultados de los conteos como iban anunciándose sino las proyecciones.
Fue también la primera ocasión en que una mujer fue postultada al cargo de vicepresidenta; Luisa González por el Partido Acción Socialista.

## Candidatos
| Partido | Partido                      | Candidato presidencial | Candidato presidencial    |
| ------- | ---------------------------- | ---------------------- | ------------------------- |
|         | Partido Liberación Nacional  |                        | José Figueres Ferrer      |
|         | Partido Unificación Nacional |                        | Mario Echandi Jiménez     |
|         | Frente Nacional              |                        | Virgilio Calvo Sánchez    |
|         | Partido Acción Socialista    |                        | Lisímaco Leiva Cubillo    |
|         | Partido Demócrata Cristiano  |                        | Jorge Arturo Monge Zamora |

## Partidos participantes
Debido a roces internos entre las dirigencias de Unificación Nacional, el expresidente Otilio Ulate Blanco decide que su partido, Unión Nacional (junto con el Republicano Nacional de Calderón Guardia, uno de los cofundadores de dicha agrupación política), presente candidatos a diputados por separado, sin lograr un solo curul.

### Partidos nacionales
| Partido | Partido                      | Posición        | Ideología                                     |
| ------- | ---------------------------- | --------------- | --------------------------------------------- |
|         | Partido Liberación Nacional  | Centroizquierda | Liberacionismo/Socialdemocracia               |
|         | Partido Unificación Nacional | Centroderecha   | Liberalismo/Calderonismo                      |
|         | Partido Acción Socialista    | Izquierda       | Socialismo, marxismo-leninismo (extraoficial) |
|         | Frente Nacional              | Derecha         | Conservadurismo                               |
|         | Partido Demócrata Cristiano  | Centroderecha   | Democracia cristiana                          |
|         | Partido Unión Nacional       | Derecha         | Liberalismo clásico                           |

### Partidos provinciales
| Partidos | Partidos                          | Provincia  |
| -------- | --------------------------------- | ---------- |
|          | Partido Unión Agrícola Cartaginés | Cartago    |
|          | Partido Renovación Puntarenense   | Puntarenas |

## Resultados

### Presidente y Vicepresidentes
|  | 54.79 % |

|  | 41.18 % |

|  | 1.77 % |

|  | 1.34 % |

|  | 0.93 % |

|  | 95.96 % |

|  | 0.81 % |

|  | 3.23 % |

|  | 100.00 % |

|  | 83.34 % |

#### Provincial
| Provincia  | Figueres (PLN) | Figueres (PLN) | Echandi (UN) | Echandi (UN) | Calvo (PFN) | Calvo (PFN) | Leiva (PASO) | Leiva (PASO) | Monge (PDC) | Monge (PDC) |      |
| Provincia  | Votos          | %              | Votos        | %            | Votos       | %           | Votos        | %            | Votos       | %           |      |
| ---------- | -------------- | -------------- | ------------ | ------------ | ----------- | ----------- | ------------ | ------------ | ----------- | ----------- | ---- |
| Provincia  | Alajuela       | 53.141         | 54,56        | 41.062       | 42,16       | 1.992       | 2,05         | 649          | 0,67        | 560         | 0,57 |
| Cartago    | 36.968         | 59,55          | 23.065       | 37,22        | 938         | 1,51        | 552          | 0,89         | 512         | 0,83        |      |
| Guanacaste | 28.513         | 57,03          | 20.259       | 40,52        | 697         | 1,39        | 330          | 0,66         | 196         | 0,39        |      |
| Heredia    | 20.558         | 52,32          | 16.840       | 42,86        | 789         | 2,01        | 501          | 1,28         | 603         | 1,53        |      |
| Limón      | 10.206         | 48,09          | 10.074       | 47,47        | 371         | 1,75        | 506          | 2,38         | 64          | 0,30        |      |
| Puntarenas | 25.272         | 50,55          | 22.428       | 44,86        | 876         | 1,75        | 1.219        | 2,44         | 199         | 0,40        |      |
| San José   | 121.285        | 55,09          | 88.644       | 40,26        | 3.891       | 1,77        | 3.464        | 1,57         | 2.881       | 1,31        |      |
| Total      | 295.883        | 54,79          | 222.372      | 41,18        | 9.554       | 1,77        | 7.221        | 1,34         | 5.015       | 0,93        |      |

### Asamblea Legislativa
Las elecciones legislativas de 1970 se realizaron el domingo 1 de febrero y fueron convocadas al mismo tiempo que las elecciones presidenciales y de regidores. El Partido Liberación Nacional obtuvo la mayoría con una amplia bancada de 32 escaños. En estos comicios fueron elegidos diputados los futuros presidentes Daniel Oduber Quirós y Luis Alberto Monge Álvarez.
| |                                          |         |        |         |       |
| Partido | Partido                                  | Votos   | %      | Escaños | +/–   |
| | Partido Liberación Nacional (PLN)        | 269,038 | 50.72  | 32      | +3    |
| | Partido Unificación Nacional (PUN)       | 190,387 | 35.89  | 22      | -4    |
| | Partido Acción Socialista (PASO)         | 29,133  | 5.49   | 2       | Nuevo |
| | Partido Frente Nacional (PFN)            | 16,392  | 3.09   | 0       | Nuevo |
| | Partido Demócrata Cristiano (PDC)        | 13,489  | 2.54   | 1       | Nuevo |
| | Partido Unión Nacional (PUN)             | 6,105   | 1.15   | 0       | Nuevo |
| | Movimiento Renovador Costarricense (MRC) | 3,279   | 0.62   | 0       | Nuevo |
| | Partido Unión Agrícola Cartaginés (PUAC) | 2,394   | 0.45   | 0       | Nuevo |
| | Partido Renovación Puntarenense (PRP)    | 208     | 0.04   | 0       | Nuevo |
| |                                          |         |        |         |       |
| Votos válidos | Votos válidos                            | 530.425 | 94,27  | –       | –     |
| Votos en blanco | Votos en blanco                          | 10.873  | 1,93   | –       | –     |
| Votos nulos | Votos nulos                              | 21.380  | 3,80   | –       | –     |
| Total | Total                                    | 562,678 | 100,00 | 57      | 0     |
| Participación | Participación                            | 675,285 | 83.32  | +1,92   | +1,92 |
| Fuente: TSE; Election ReFuentes (enlace roto disponible en Internet Archive; véase el historial, la primera versión y la última). |                                          |         |        |         |       |

#### Provincial
| Provincia  | Liberación Nacional | Liberación Nacional | Unificación Nacional | Unificación Nacional | Acción Socialista | Acción Socialista | Frente Nacional | Frente Nacional | Demócrata Cristiano | Demócrata Cristiano | Unión Nacional | Unión Nacional | Renovador Nacional | Renovador Nacional | Unión Agrícola | Unión Agrícola | Renovación Puntarenense | Renovación Puntarenense |   |
| Provincia  | %                   | #                   | %                    | #                    | %                 | #                 | %               | #               | %                   | #                   | %              | #              | %                  | #                  | %              | #              | %                       | #                       |   |
| ---------- | ------------------- | ------------------- | -------------------- | -------------------- | ----------------- | ----------------- | --------------- | --------------- | ------------------- | ------------------- | -------------- | -------------- | ------------------ | ------------------ | -------------- | -------------- | ----------------------- | ----------------------- | - |
| Provincia  | San José            | 50.3                | 11                   | 33.8                 | 7                 | 7.9               | 2               | 2.5             | 0                   | 3.5                 | 1              | 1.4            | 0                  | 0.7                | 0              | -              | -                       | -                       | - |
| Alajuela   | 52.3                | 6                   | 38.5                 | 4                    | 2.4               | 0                 | 3.9             | 0               | 1.4                 | 0                   | 1.3            | 0              | 0.2                | 0                  | -              | -              | -                       | -                       |   |
| Cartago    | 53.8                | 4                   | 32.0                 | 3                    | 3.0               | 0                 | 2.4             | 0               | 3.4                 | 0                   | 0.7            | 0              | 0.7                | 0                  | 4.0            | 0              | -                       | -                       |   |
| Heredia    | 48.2                | 2                   | 37.2                 | 1                    | 5.4               | 0                 | 4.3             | 0               | 4.0                 | 0                   | 0.4            | 0              | 0.4                | 0                  | -              | -              | -                       | -                       |   |
| Puntarenas | 47.1                | 4                   | 40.1                 | 3                    | 6.2               | 0                 | 3.2             | 0               | 0.7                 | 0                   | 0.8            | 0              | 1.1                | 0                  | -              | -              | 0.4                     | 0                       |   |
| Limón      | 44.2                | 2                   | 41.3                 | 1                    | 9.9               | 0                 | 3.2             | 0               | 0.4                 | 0                   | 0.7            | 0              | 0.3                | 0                  | -              | -              | -                       | -                       |   |
| Guanacaste | 54.0                | 3                   | 37.5                 | 3                    | 1.5               | 0                 | 4.1             | 0               | 0.8                 | 0                   | 1.3            | 0              | 0.9                | 0                  | -              | -              | -                       | -                       |   |
| Total      | 50.7                | 32                  | 35.9                 | 22                   | 5.5               | 2                 | 3.1             | 0               | 2.5                 | 1                   | 1.2            | 0              | 0.6                | 0                  | 0.5            | 0              | 0.1                     | 0                       |   |

## Concejos municipales
| Partidos                  | Partidos                                         | Votos   | %      | ±     | Regidores | Regidores | Síndicos | Síndicos |
| Partidos                  | Partidos                                         | Votos   | %      | ±     | Total     | +/-       | Total    | +/-      |
| ------------------------- | ------------------------------------------------ | ------- | ------ | ----- | --------- | --------- | -------- | -------- |
|                           | Partido Liberación Nacional (PLN)                | 276,124 | 52.00  | +2.68 | 189       | +37       | 316      | +114     |
|                           | Partido Unificación Nacional (PUN)               | 198,520 | 37.38  | -8.91 | 133       | -7        | 46       | -86      |
|                           | Partido Acción Socialista (PASO)                 | 20,043  | 3.77   | Nuevo | 4         | Nuevo     | 0        | Nuevo    |
|                           | Frente Nacional (FN)                             | 15,704  | 2.96   | Nuevo | 1         | Nuevo     | 1        | Nuevo    |
|                           | Partido Demócrata Cristiano (PDC)                | 13,249  | 2.49   | Nuevo | 2         | Nuevo     | 0        | Nuevo    |
|                           | Partido Unión Nacional (PUN)                     | 3,908   | 0.74   | Nuevo | 0         | Nuevo     | 0        | Nuevo    |
|                           | Movimiento Renovador Costarricense (MRC)         | 2,192   | 0.41   | Nuevo | 0         | Nuevo     | 0        | Nuevo    |
|                           | Partido Unión Desamparadeña Independiente (PUDI) | 1,244   | 0.23   | Nuevo | 0         | Nuevo     | 0        | Nuevo    |
|                           | Partido Renovación Puntarense (PRP)              | 64      | 0.01   | Nuevo | 0         | Nuevo     | 0        | Nuevo    |
|                           |                                                  |         |        |       |           |           |          |          |
| Votos válidos             | Votos válidos                                    | 531,048 | 94.37  |       |           |           |          |          |
| Votos en blanco           | Votos en blanco                                  | 13,572  | 2.41   |       |           |           |          |          |
| Votos nulos               | Votos nulos                                      | 18,109  | 3.22   |       |           |           |          |          |
| Total                     | Total                                            | 562,729 | 100.00 | -     | 329       | +36       | 363      | +29      |
| Registrados/Participación | Registrados/Participación                        | 674,785 | 83.39  |       |           |           |          |          |
|                           |                                                  |         |        |       |           |           |          |          |
| Fuentes                   |                                                  |         |        |       |           |           |          |          |